# Ulrich Mense
Ulrich Mense (ur. 29 stycznia 1927 w Rostocku, zm. 14 lutego 2003 tamże) – niemiecki żeglarz sportowy. Srebrny medalista olimpijski z Tokio.
Zawody w 1964 były jego jedynymi igrzyskami. Startował we wspólnej reprezentacji Niemiec, był jednak reprezentantem NRD i zajął drugie miejsce w klasie Dragon. Partnerowali mu sternik Peter Ahrendt i Wilfried Lorenz.